# Oscar Eschke
Pour les articles homonymes, voir Eschke.

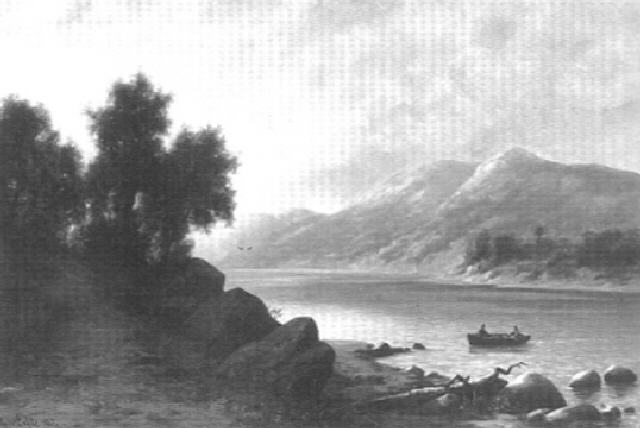
Paysage (1887)

Hermann Oscar Eschke (né le 28 mai 1851 à Berlinet mort le 28 mars 1892 à Chicago) est un peintre de marine et de paysage prussien.
Oscar Eschke est le frère de Richard Eschke et est un élève de son père Hermann Benjamin Eschke à Berlin. Oscar Eschke peint principalement des paysages côtiers, notamment Rügen, Majorque et la côte anglaise. En 1875, il prend part à un voyage en mer en Chine (observation du passage de Vénus), plus tard, il s'installe aux États-Unis et se marie le 4 juillet 1889 à Chicago avec la couturière Emma Zschucke. Oscar Eschke est enterré au cimetière Waldheim à Chicago.

## Sélection de peintures d'Oscar Eschke
- Palma auf der Insel Mallorca bei Sonnenuntergang
- Küste von Penang – Sonnenuntergang
- Die Fratelli-Felsen im Mittelmeer, an der afrikanischen Küste
- Oderufer
- Landschaft aus Mecklenburg